# Процев'ят Марія Іванівна

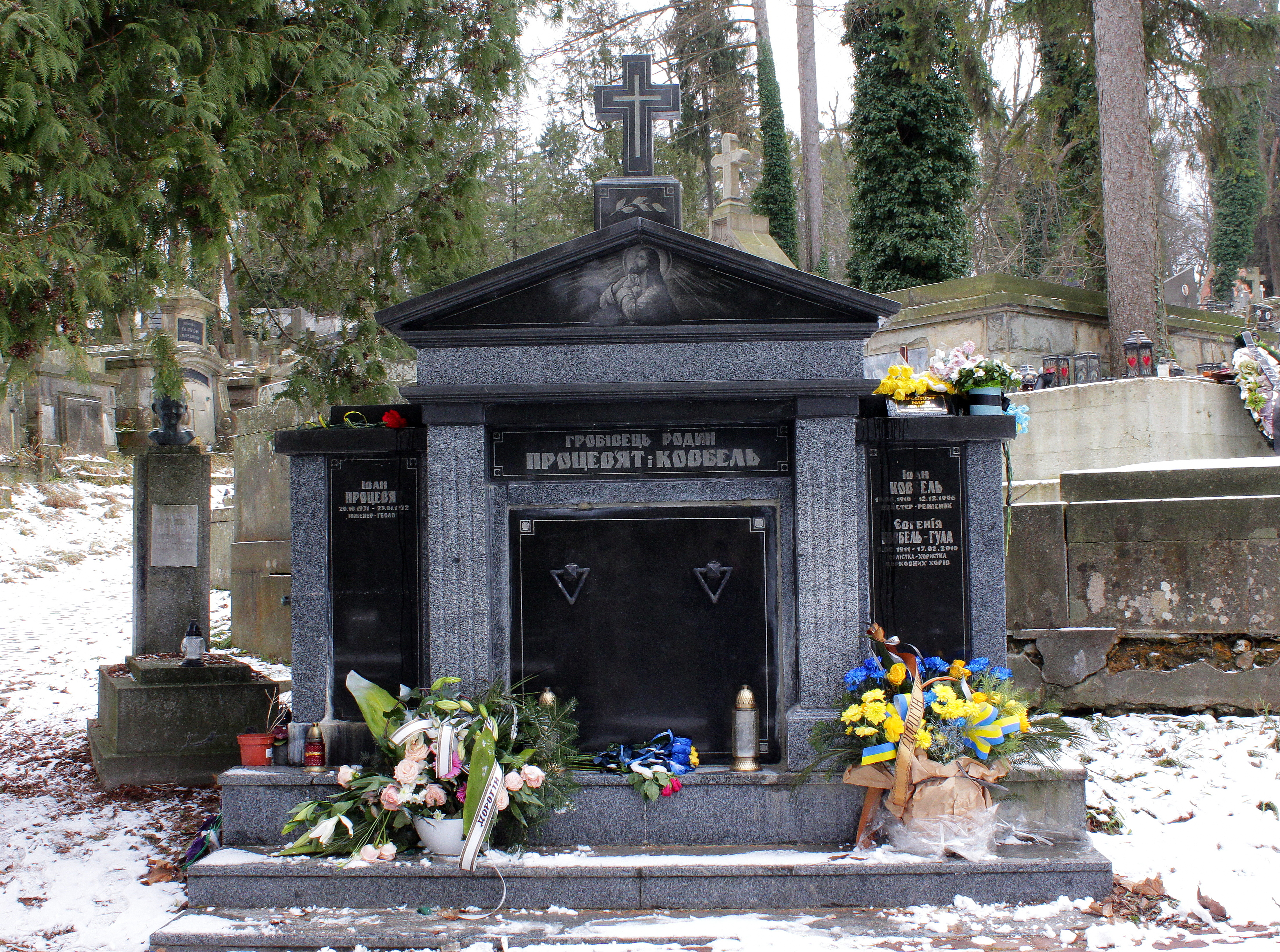
Гробівець родини Процев'ят на 60 полі Личаківського цвинтаря

Марія Іванівна Процев'ят (9 лютого 1936, с. Нагірянка, Україна — 13 грудня 2023, м. Львів) — українська співачка, диригентка, педагогиня, громадська діячка, заслужена артистка України та народна артистка України.

## Життєпис
Марія Іванівна Процев'ят народилася 9 лютого 1936 року в селищі Нагірянка Чортківського району Тернопільської області України.
Закінчила у м. Львів музично-педагогічне училище і консерваторію (1963, нині національна музична академія).
Від 1963 — у Львівській консерваторії: концертмейстерка, викладачка камерного співу на кафедрі вокалу, доцент (2003).
Від 1990 — засновниця та керівниця у Львові хору української національної пісні «Вірли».
Похована в родинному гробівці на полі 60 Личаківського цвинтаря.

## Нагороди та звання
- Англійський орден Хрест 2-го ступеня — за заслуги у відродженні української культури та української пісні (1999)
- Звання Заслужена артистка України
- Звання Народна артистка України (2020)[3]

## Доробок
Сольні виступи записала на платівки фірм «Мелодія» (м. Москва, нині РФ), «Арка-Рекорд» (США). Гастролювала у Бельгії, Великій Британії, Німеччині, Польщі, РФ, Чехії, Франції, країнах Закавказзя, Прибалтики.